# Toumani Camara
Toumani Camara (* 8. Mai 2000 in Brüssel) ist ein belgischer Basketballspieler.

## Werdegang
Als Jugendlicher spielte Camara in seinem Heimatland für die Vereine ASA Saint-Hubert Boitsfort und United Basket Woluwé. Im Alter von 16 Jahren ging er in den US-Bundesstaat Florida, wo er fortan die Bildungseinrichtung Chaminade-Madonna College Preparatory besuchte, um sich auf einen Wechsel an eine Hochschule vorzubereiten.
Von 2019 bis 2021 spielte und studierte Camara in den Vereinigten Staaten an der University of Georgia und von 2021 bis 2023 an der University of Dayton. Bei Dayton wurde er Mannschaftskapitän und machte mit seinen Stärken in der Verteidigung sowie mit seiner Vielseitigkeit auf sich aufmerksam.
Im Juni 2023 sicherten sich die Phoenix Suns beim Draftverfahren der NBA die Rechte am Belgier. Camara war der zweite Belgier in der Geschichte der nordamerikanischen Liga, der bei diesem Auswahlverfahren berücksichtigt wurde. Der erste war Axel Hervelle. Anfang Juli 2023 erhielt Camara von Phoenix einen Vierjahresvertrag. Noch vor dem Beginn des Spieljahres 2023/24 wurde er im Rahmen eines Tauschgeschäfts an den NBA-Konkurrenten Portland Trail Blazers abgegeben. Camara wurde in seinem ersten NBA-Jahr in 70 Spielen eingesetzt (7,5 Punkte je Begegnung).
Er wurde 2025 in die Defensiv-Auswahl der NBA gewählt.